# Phòng chờ sân bay

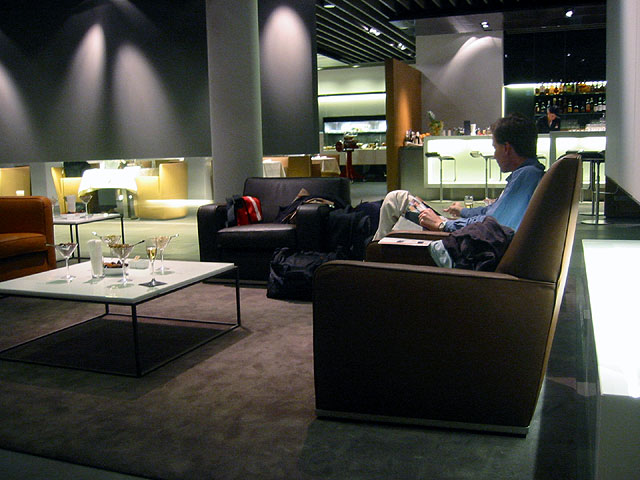
Một phòng chờ ở một sân bay Đức

Phòng chờ sân bay (tiếng Anh: Airport lounge hoặc đơn giản là lounge) là một căn phòng được bố trí xây dựng tại khu vực gần sảnh trong sân bay và được sử dụng làm phòng chờ cho hành khách khi sắp đến chuyến bay hoặc dừng tạm chờ trung chuyển chuyến bay.
Sảnh sân bay cung cấp nhiều dịch vụ tiện nghị như điện thoại, fax, Internet và các dịch vụ kinh doanh khác nhằm tạo sự thoải mái cho hành khách như đồ uống và đồ ăn nhẹ (thường là miễn phí). Tại nhà ga, hành khách cũng sẽ tìm thấy chỗ ngồi thoải mái hơn, môi trường yên tĩnh hơn và tiếp cận tốt hơn. Bên cạnh việc cung cấp chỗ ngồi thoải mái, sảnh sân bay thường cung cấp các loại đồ uống như cà phê, nước, nước ngọt, nước trái cây, bia và các đồ uống có cồn ở đây cũng phục vụ những đồ ăn nhẹ như trái cây, bánh ngọt và pho mát và thường có truyền hình chiếu liên tục, báo chí và tạp chí, điện thoại và dịch vụ Internet dial-up có sẵn.

## Một số địa điểm
| Hãng hàng không                        | Tên sảnh                                                                            | Địa điểm |
| -------------------------------------- | ----------------------------------------------------------------------------------- | --- |
| Aegean Airlines                        | Aegean Club Lounge                                                                  | Athens, Thessaloniki, Larnaca |
| Aer Lingus                             | Gold Circle Lounge                                                                  | Boston, Dublin, London-Heathrow |
| AeroMexico                             | Salon Premier                                                                       | Cancún, Ciudad Juárez, Chihuahua, Guadalajara, Hermosillo, Mérida, Mexico City (4), Monterrey, Tijuana, Torreón |
| Air Algérie                            | Marhaba lounge                                                                      | Algiers, Annaba, Barcelona, Beijing-Capital, Cairo, Constantine, Dubai, London-Heathrow, Montréal-Trudeau, Oran, Paris-Charles de Gaulle, Paris-Orly |
| Air Canada                             | Maple Leaf Lounge (Salon feuille d'érable)                                          | Calgary, Edmonton, Halifax, London-Heathrow, Los Angeles, Montréal (3), Ottawa, Paris-Charles de Gaulle, Quebec City, Regina, St. Johns, Toronto-Pearson (3), Vancouver (3), Winnipeg |
| Air Canada                             | Arrivals Lounge (Salon d'arrivée)                                                   | London–Heathrow |
| Air China                              | VIP Lounge                                                                          | Beijing-Capital |
| airBaltic                              | airBaltic Bussines lounge                                                           | Riga |
| Air France                             | Salon Air France, La Première Lounge, Affaires Lounge, Arrivals Lounge, or Le Patio | Bangkok, Barcelona, Berlin Tegel, Bordeaux, Boston, Cayenne, Chicago–O'Hare, Duala, Dubai, Düsseldorf, Fort-de-France, Frankfurt, Geneva, Honk Kong, Houston-Intercontinental, Johannesburg, Lagos, Lisbon, London–Heathrow, Los Angeles, Lyon, Manchester, Milan–Malpensa, Montréal–Trudeau, Munich, New York–JFK, Nouméa, Paris–Charles de Gaulle, Paris–Orly, Pointe-à-Pitre, Rio de Janeiro, Rome, Saint-Denis de la Réunion, San Francisco, São Paulo, Stuttgart, Tokyo–Narita, Washington–Dulles, Zurich                 |
| Air India                              | Maharaja Lounge                                                                     | Chennai, London–Heathrow, Mumbai, Hyderabad, New Delhi, New York–JFK |
| Air New Zealand                        | Koru Lounge (domestic)                                                              | Auckland, Christchurch, Dunedin, Hamilton, Invercargill, Napier, Nelson, New Plymouth, Palmerston North, Queenstown, Tauranga, Wellington |
| Air New Zealand                        | International Lounge (international)                                                | Auckland, Brisbane, Christchurch, Hong Kong, Honolulu, Los Angeles, London–Heathrow, Melbourne, Nadi, Osaka, Papeete, Perth, Rarotonga, Sydney, Tokyo–Narita, Wellington |
| Alaska Airlines                        | Board Room                                                                          | Anchorage, Los Angeles, Portland, San Francisco, Seattle/Tacoma |
| Alitalia                               | Sala Freccia Alata                                                                  | Brussels, Catania, Chicago, London, Milano-Malpensa (2), Milano-Linate (3), New York–JFK, Rome-Fiumicino (5), Palermo, Turin, Venice |
| All Nippon Airways ANA                 | ANA SUITE Lounge(domestic)                                                          | Tokyo-Haneda |
| All Nippon Airways ANA                 | ANA Lounge(domestic)                                                                | Tokyo-Haneda, Tokyo-Narita(ANA international flight arrival passenger sharing), Osaka-Itami, Fukuoka, Sapporo-Chitose |
| All Nippon Airways ANA                 | Signet(domestic)                                                                    | Nagoya-Chubu domestic terminal(Sharing), Sendai, Komatsu, Hiroshima, Matsuyama, Kumamoto, Miyazaki(Sharing), Kagoshima, Okinawa-Naha |
| All Nippon Airways ANA                 | ANA SUITE Lounge(International)                                                     | Tokyo-Narita, Tokyo-Haneda |
| All Nippon Airways ANA                 | ANA Lounge(International)                                                           | Tokyo-Narita, Tokyo-Haneda |
| All Nippon Airways ANA                 | CLUB ANA Lounge(International)                                                      | Osaka-Kansai int'l terminal, Nagoya-Chubu Int'l terminal(Star alliance sharing), |
| All Nippon Airways ANA                 | Arrivals Lounge(International)                                                      | Tokyo-Narita int'l terminal(ANA Domestic flight departure passenger sharing), Tokyo-Haneda |
| American Airlines                      | Admirals Club                                                                       | Atlanta, Austin, Bogotá, Boston, Buenos Aires, Caracas, Chicago–O'Hare (2), Dallas/Fort Worth (4), Denver, Honolulu, Kansas City, London–Heathrow, Los Angeles, Mexico City, Miami (2), Nashville, Newark, New York–JFK (2), New York–LaGuardia, Orange County, Panama City, Paris–Charles de Gaulle, Philadelphia, Raleigh/Durham, Rio de Janeiro, San Diego, San Francisco, San Juan, Santiago, Santo Domingo, São Paulo–Guarulhos, St. Louis, Tokyo–Narita, Toronto–Pearson, Washington–Dulles, Washington–Reagan           |
| American Airlines                      | Flagship Lounge                                                                     | Chicago–O'Hare, London–Heathrow, Los Angeles, New York–JFK |
| American Airlines                      | Arrivals Lounge                                                                     | London-Heathrow |
| American Express                       | Centurion Lounge                                                                    | Buenos Aires, Mexico City, Monterrey, São Paulo–Congonhas, Santos Dumont, Rio de Janeiro–Galeão |
| Asiana                                 | OZ Club Lounge                                                                      | Busan, Daegu, Gwangju, Jeju, Seoul–Gimpo, Seoul–Incheon |
| Avianca                                | VIP Lounge                                                                          | Bogotá, Cali, Caracas, Barranquilla, Buenos Aires, Guayaquil, New York–JFK, Madrid, Medellin, Quito |
| Blue Islands                           | Customer Lounge                                                                     | Guernsey, Jersey, Southampton |
| British Airways                        | Concorde Room                                                                       | London-Heathrow (T5A), New York–JFK |
| British Airways                        | Galleries First                                                                     | London-Heathrow (T5A), London-Heathrow (T3), Philadelphia, Toronto-Pearson, Vancouver, Johannesburg |
| British Airways                        | First Lounge                                                                        | Bermuda, Boston, Chicago-O'Hare, Houston-Intercontinental, London-Gatwick, New York–JFK, Newark, San Francisco, Seattle/Tacoma, Washington-Dulles |
| British Airways                        | Galleries Club                                                                      | Brussels, London-Heathrow (T5A) (2), London-Heathrow (T3), Philadelphia, Munich, Toronto-Pearson, Vancouver, Milan-Linate, Johannesburg |
| British Airways                        | Galleries Lounge                                                                    | Edinburgh, Glasgow, London-Heathrow (T5B), Mumbai |
| British Airways                        | Terraces Lounge                                                                     | Aberdeen, Amsterdam, Athens, Atlanta, Berlin-Tegel, Boston, Budapest, Cape Town, Chicago-O'Hare, Cologne/Bonn, Copenhagen, Denver, Dubai, Durban, Düsseldorf, Frankfurt, Geneva, Hamburg, Harare, Istanbul-Atatürk, Jersey, London-Gatwick (2), Los Angeles, Manchester, Miami, Milan-Malpensa, Newcastle, New York–JFK, Newark, San Francisco, Seattle/Tacoma, Tokyo-Narita, Washington-Dulles |
| British Airways                        | Executive Club Lounge                                                               | Abuja, Bermuda, Dallas/Fort Worth, Dhaka, Houston-Intercontinental, Kingston, Lagos, Lusaka, Nairobi, Phoenix, Rome-Fiumicino, São Paulo-Guarulhos, Stuttgart, Vienna, Warsaw |
| British Airways                        | BA Chesapeake Club Lounge                                                           | Baltimore |
| British Airways                        | Galleries Arrivals                                                                  | London-Heathrow (T5A) |
| Cathay Pacific và Dragonair            | Cathay Pacific First and Business Class Lounge                                      | Bahrain, Bangkok-Suvarnabhumi, Frankfurt, Kuala Lumpur, London-Heathrow, Manila, Melbourne, Paris-Charles de Gaulle, Penang, Seoul-Incheon, Taipei-Taoyuan, Tokyo-Narita, Vancouver |
| Cathay Pacific và Dragonair            | Dragonair and Cathay Pacific Lounge                                                 | Beijing-Capital, Shanghai-Pudong |
| Cathay Pacific và Dragonair            | G16 Lounge                                                                          | Hong Kong |
| Cathay Pacific và Dragonair            | The Pier                                                                            | Hong Kong |
| Cathay Pacific và Dragonair            | The Cabin                                                                           | Hong Kong |
| Cathay Pacific và Dragonair            | The Wing                                                                            | Hong Kong |
| Cathay Pacific và Dragonair            | The Arrival                                                                         | Hong Kong |
| Caribbean Airlines                     | Club Caribbean                                                                      | Port of Spain |
| China Airlines                         | Dynasty Lounge                                                                      | Bangkok-Suvarnabhumi, Fukuoka, Hong Kong, Honolulu, Kaoshiung, Kuala Lumpur, Okinawa, San Francisco, Singapore, Taipei-Taiwan Taoyuan, Tokyo-Narita |
| China Southern Airlines                | Sky Pearl Lounge                                                                    | Beijing–Capital (3), Trường Xuân, Changsha, Chengdu, Chongqing, Dalian (2), Guangzhou (4), Guilin, Guizhou, Haikou, Hangzhou, Harbin, Kunming, Nanjing, Qingdao (4), Sanya, Shanghai–Pudong, Shantou, Shenyang (2), Shenzhen, Ürümqi (4), Wuhan, Xiamen, Xi'an, Zhengzhou (2), Zhuhai |
| Continental Airlines                   | United Club (formerly Presidents Club)                                              | Atlanta, Austin, Boston, Cleveland, Dallas/Fort Worth, Fort Lauderdale, Guam, Guatemala City, Houston-Intercontinental (5), Las Vegas, Los Angeles, New York–LaGuardia, Newark (3), Panama City, San Antonio, Santo Domingo, Seattle/Tacoma, Washington–Reagan |
| Copa Airlines                          | Copa Club (formerly Presidents Club)                                                | Guatemala City, Panama City, Santo Domingo |
| Delta Air Lines                        | Delta Sky Club (formerly Delta Crown Room Clubs and Northwest Airlines WorldClubs)  | Atlanta (9), Boston, Chicago–O'Hare, Cincinnati/Northern Kentucky (2), Dallas/Fort Worth, Detroit (4), Fort Lauderdale, Honolulu, Indianapolis, Jacksonville, Los Angeles, Manila, Memphis, Miami, Milwaukee, Minneapolis/St. Paul (2), Nashville, Newark, New Orleans, New York–JFK (4), New York–LaGuardia (2), Orlando, Philadelphia, Portland OR, Raleigh/Durham, Salt Lake City, San Diego, San Francisco (2), Santiago, São Paulo–Guarulhos, Seattle/Tacoma, Tampa, Tokyo–Narita (2), Washington–Reagan, West Palm Beach |
| El Al                                  | King David Lounge                                                                   | London–Heathrow, New York–JFK, Paris–Charles de Gaulle, Tel Aviv |
| Emirates                               | Emirates Lounge                                                                     | Auckland, Bangkok, Beijing, Birmingham, Brisbane, Dubai (2), Düsseldorf, Frankfurt, Hamburg, Hong Kong, Johannesburg, Kuala Lumpur, London–Gatwick, London–Heathrow, Manchester, Melbourne, Milan-Malpensa [expected from 2012], Mumbai, Munich, New York–JFK, Perth, Paris–Charles de Gaulle, Singapore, Sydney, Zurich |
| Emirates                               | Arrivals Lounge                                                                     | London–Gatwick |
| Ethiopian Airlines                     | Sheba Lounge                                                                        | Addis Ababa |
| Ethiopian Airlines                     | Cloud Nine Lounge                                                                   | Addis Ababa |
| EVA Air                                | Evergreen Lounge                                                                    | Bangkok, Hong Kong, San Francisco, Taipei |
| Farajam Mehr Airport Business Services | Farajam First & Business Class Lounge                                               | IKIA, Tehran |
| Finnair                                | Finnair Lounge                                                                      | Helsinki, Stockholm-Arlanda |
| Frontier Airlines                      | Best Care Club                                                                      | Milwaukee |
| Garuda Indonesia                       | Garuda Executive Lounge                                                             | Balikpapan, Denpasar/Bali, Jakarta-Soekarno-Hatta, Makassar, Manado, Padang, Palembang, Semarang, Singapore, Shanghai, Surabaya, Yogyakarta |
| Gol                                    | Smiles                                                                              | Sao Paulo-Guarulhos |
| Hawaiian Airlines                      | Premier Club                                                                        | Hilo, Honolulu, Kahului, Kona, Lihue, Los Angeles, Pago |
| Japan Airlines                         | Sakura Lounge                                                                       | Tokyo–Haneda & Narita, Nayoga, Osaka Kansai, Fukuoka, Sapporo-Chitose (domestic), Taipei-Taoyuan, Kaohsiung, Shanghai-Pudong, Seoul-Incheon, Bangkok–Suvarnabhumi, Frankfurt, Honolulu,San Francisco, New York-JFK |
| Japan Airlines                         | JAL First Class Lounge                                                              | Tokyo-Haneda & Narita, Frankfurt, New York-JFK |
| Jet Airways                            | Jet Lounge                                                                          | Bangalore, Brussels, Delhi, Hyderabad, Mumbai, Newark |
| Kingfisher Airlines                    | Kingfisher Lounge                                                                   | Bangalore, Chennai, Mumbai, London-Heathrow, New Delhi, Hyderabad, Kolkata, Cochin |
| Korean Air                             | Korean Air Lounge                                                                   | Busan, Chicago, Daegu, Fukuoka, Gwangju, Hong Kong, Jeju, Los Angeles, Nagoya, New York–JFK, Osaka–Kansai, Seoul–Gimpo, Seoul–Incheon, Tokyo–Narita |
| LOT Polish Airlines                    | LOT Business Lounge                                                                 | Warsaw |
| Lufthansa                              | Senator Lounge                                                                      | Athens, Atlanta, Berlin-Tegel, Boston, Bremen, Cologne-Bonn, Detroit, Dresden, Dubai, Düsseldorf, Frankfurt, Geneva, Hamburg, Houston, Leipzig, London-Heathrow, Milan-Malpensa, Mumbai, Munich, New York–JFK, Newark, Nürnberg, Paris-Charles de Gaulle, Stuttgart, Washington-Dulles, Zurich |
| Lufthansa                              | Business Lounge                                                                     | Athens, Bangkok, Berlin-Tegel, Boston, Bremen, Cologne-Bonn, Dresden, Düsseldorf, Dubai, Frankfurt, Hamburg, Hannover, Houston, Leipzig, London-Heathrow, Milan-Malpensa, Munich, New York–JFK, Nürnberg, Stuttgart, Washington-Dulles |
| Lufthansa                              | First Class Lounge                                                                  | Frankfurt (First Class Terminal and First Class Lounge), Munich |
| Lufthansa                              | Welcome Lounge                                                                      | Frankfurt |
| Malaysia Airlines                      | Golden Lounge                                                                       | Kuala Lumpur, Kuching, Kota Kinabalu, Langkawi, London, Los Angeles, Melbourne, Penang, Singapore, Sydney, Perth |
| Malev Hungarian Airlines               | Malév Lounge                                                                        | Budapest |
| Middle East Airlines                   | The Cedar Lounge                                                                    | Beirut |
| No.1 Traveller                         | Gatwick                                                                             | London-Gatwick (South Terminal) |
| No.1 Traveller                         | Stansted                                                                            | London-Stansted (At gate 16, serving all international flights excluding Ryanair) London-Stansted (At gate 49, serving all international Ryanair flights) |
| Olympic Air                            | CIP Lounge                                                                          | Athens (2), Thessaloniki |
| Pakistan International Airlines        | CIP Lounge                                                                          | Karachi, Lahore, Islamabad, Peshawar, Quetta, Faisalabad |
| Philippine Airlines                    | Mabuhay Lounge                                                                      | Bacolod, Cebu (2), Davao (2), General Santos, Honolulu, Iloilo, Los Angeles, Manila (2), San Francisco |
| Plaza Premium Lounge (Pay-in Lounge)   | Plaza Premium Lounge                                                                | Beijing, Guangzhou, Hong Kong, Hyderabad, Johore, Kuala Lumpur, Muscat, New Delhi, Shanghai, Toronto, Vancouver |
| Plaza Premium Lounge (Pay-in Lounge)   | The Green Market (Lounge Concept)                                                   | Singapore |
| Plaza Premium Lounge (Pay-in Lounge)   | The Travelers' Lounge                                                               | Hong Kong |
| Porter Airlines                        | Porter Lounge                                                                       | Toronto–Billy Bishop (2), Ottawa |
| Qantas                                 | Qantas Club                                                                         | Adelaide, Alice Springs, Auckland, Bangkok, Beijing, Brisbane, Broome, Cairns, Canberra, Christchurch, Darwin, Gold Coast, Hobart, Hong Kong, Honolulu, Kalgoorlie, Karratha, Launceston, London-Heathrow, Los Angeles, Mackay, Melbourne (Tullamarine), Perth, Rockhampton, Singapore, Sydney, Tokyo, Townsville, Wellington |
| Qatar Airways                          | Qatar Premium Terminal                                                              | Doha |
| Royal Air Maroc                        | Le Casablanca Lounge                                                                | Casablanca |
| Royal Brunei Airlines                  | Sky Lounge                                                                          | Bandar Seri Begawan |
| Royal Jordanian                        | Crown Lounge                                                                        | Amman, Aqaba, Dubai |
| Saudi Arabian Airlines                 | Alfursan Lounge                                                                     | Riyadh, Dammamm, Jeddah |
| Scandinavian Airlines System           | Business Lounge                                                                     | Brussels, Chicago–O'Hare, Copenhagen (2), Gothenburg, Helsinki, London–Heathrow, Newark, Oslo (2), Paris–Charles de Gaulle, Seattle, Stockholm (3) |
| Scandinavian Airlines System           | Scandinavian Lounge (First/Star Alliance Gold)                                      | Copenhagen, Oslo, Stockholm |
| Singapore Airlines                     | Silver Kris Lounge                                                                  | Adelaide, Amsterdam, Bangkok, Brisbane, Hong Kong, Kuala Lumpur, London, Los Angeles, Manila, Melbourne, Osaka Kansai, Penang, Perth, San Francisco, Singapore, Sydney, Taipei |
| South African Airways                  | Baobab Lounge                                                                       | Cape Town, Johannesburg, London |
| South African Airways                  | Cycad Premium Lounge                                                                | Cape Town, Johannesburg, London |
| Spanair                                | Sala VIP                                                                            | Barcelona–El Prat, Bilbao, Madrid-Barajas |
| TAM Airlines                           | VIP Doméstica                                                                       | Curitiba, Florianópolis, Porto Alegre, Recife, Rio de Janeiro–Galeão, Salvador, São Paulo–Guarulhos |
| TAM Airlines                           | VIP Internacional                                                                   | Asunción, Buenos Aires, Caracas, Frankfurt, Lima, London, Madrid, Miami, Milan, New York, Orlando, Paris, Rio de Janeiro–Galeão, Santiago, São Paulo–Guarulhos |
| TAP Portugal                           | Top Executive                                                                       | Funchal, Lisbon, Oporto |
| Thai Airways International             | Royal Orchid Lounge                                                                 | Bangkok–Suvarnabhumi, Chiang Mai, Chiang Rai, Dhaka, Hat Yai, Hong Kong, Kathmandu, Khon Kaen, Kuala Lumpur, Manila, Osaka Kansai, Phittsanulok, Phuket, Singapore, Surat Thani, Taipei, Ubon Ratchathani, Yangon |
| United Airlines                        | United Club (formerly Red Carpet Club)                                              | Boston, Buenos Aires, Chicago–O’Hare (4), Denver (2), Hong Kong, Honolulu, Los Angeles, Melbourne, Mexico City, Minneapolis/St. Paul, Newark, New York–JFK, New York–LaGuardia, Orange County, Orlando, Osaka–Kansai, Paris–Charles de Gaulle, Philadelphia, Phoenix, Portland OR, San Diego, San Francisco (2), São Paulo, Seattle/Tacoma, Tokyo–Narita, Washington–Dulles (3), Washington–Reagan |
| United Airlines                        | First International Lounge                                                          | Chicago–O'Hare, Hong Kong, Los Angeles, New York–JFK, San Francisco, Tokyo–Narita, Washington–Dulles |
| United Airlines                        | Arrivals Suites                                                                     | Chicago–O'Hare, San Francisco, São Paulo |
| US Airways                             | US Airways Club                                                                     | Boston, Buffalo, Charlotte (3), Greensboro, Hartford/Springfield, Los Angeles, New York–LaGuardia, Philadelphia (3), Phoenix (3), Pittsburgh, Raleigh/Durham, Tampa, Washington–Reagan |
| UK Airport Lounges                     | UK Airport Lounges open to the public through purchased access                      | Aberdeen Servisair, Belfast Servisair, Birmingham Servisair, Bristol Servisair, Cardiff Servisair, East Midlands Servisair, Edinburgh Servisair, Gatwick Servisair and No1, Glasgow Servisair and Skylounge, Heathrow Servisair and Holideck, Humberside Servisair, Inverness Servisair, London City Servisair, Luton Servisair, Liverpool Servisair, Manchester Servisair and No1, Newcastle Servisair, Plymouth Air Southwest, Stansted Servisair                                                                            |
| Vietnam Airlines                       | Vietnam Airlines Lounge                                                             | Đà Nẵng, Hà Nội, Thành phố Hồ Chí Minh, Nội Bài, Tân Sơn Nhất |
| Virgin Atlantic Airways                | Virgin Atlantic Clubhouse                                                           | Boston, Hong Kong, Johannesburg, London–Gatwick, London–Heathrow, Newark, New York–JFK, San Francisco, Tokyo–Narita, Washington–Dulles |
| Virgin Atlantic Airways                | Revivals Lounge                                                                     | London–Heathrow |
| Virgin Australia                       | Virgin Australia Lounge                                                             | Adelaide, Brisbane, Canberra, Melbourne, Perth, Sydney |
| Westjet                                | Westjet Lounges                                                                     | Calgary (2), Montréal-Trudeau, Toronto-Pearson, Vancouver (2), Winnipeg |